# BTR-60
BTR-60 (ryska: Бронетранспортер БТР-60, utläses Bronjetransportior, "bepansrad transport") är den första i en rad 8x8 hjuldrivna pansarterrängbilar som utvecklades av Sovjetunionen. BTR-60 utvecklades sent på 1950-talet som en ersättare till BTR-152 och sågs första gången offentligt 1961.
Det båtformade chassit består av böjt stål som ger skydd mot finkalibrig eld och splitter.
Fordonet kraftsätts av två bensinmotorer som finns i bakre delen och driver två axlar. Fordonet är fullt amfibiekapabelt och drivs i vattnet av en jetstråle.